# 야보키르 신다로프
자보히르 신다로프(우즈베크어: Жавоҳир Синдаров/Javohir Sindarov; 2005년 12월 8일 출생)는 우즈베키스탄의 체스 그랜드마스터이자 체스 신동이다. 그는 2018년 10월, 12년 10개월 5일의 나이에 그랜드마스터 타이틀을 획득했다.

## 체스 경력
신다로프는 2017년 10월 국제 마스터 타이틀을 받았다. 그는 2018년 6월 알레힌 기념 대회에서 첫 그랜드마스터(GM) 노름을 달성했다. 9월 세계 주니어 체스 선수권 대회에서 두 번째 노름을 달성하며 레이팅을 2500으로 높였다. 2018년 10월, 그는 퍼스트 새터데이 토너먼트에서 세 번째 GM 노름을 기록하며 당시 역사상 두 번째 최연소 그랜드마스터가 되었다. 이 타이틀은 2019년 3월 국제 체스 연맹에 의해 수여되었다.
그는 체스 월드컵 2021에 출전 자격을 얻었다. 121위로 시드를 받은 그는 2라운드 타이브레이크에서 8위 알리레자 피루자를 꺾는 큰 이변을 일으켰고, 4라운드에서 카츠페르 피오룬에게 패배하기 전까지 32강에 진출했다.
체스 월드컵 2023에서 신다로프는 다시 한 번 큰 이변을 일으키며 3라운드에서 대회 10번 시드인 막심 바셰-라그라브를 꺾었다. 그 후 아르준 에리가이시에게 패하며 토너먼트에서 탈락했다.
2023년 10월, 신다로프는 아시안 게임에서 우즈베키스탄 대표로 2번 보드에서 뛰며 8점 만점에 6점을 획득했고, 팀은 인도와 이란에 이어 동메달을 획득했다. 그 후 그는 강력한 카타르 마스터스 오픈 토너먼트에 참가하여 한 경기도 지지 않고 9점 만점에 6.5점을 기록했으며, 두 토너먼트에서 총 22점의 레이팅 포인트를 얻었다.
11월, 신다로프는 FIDE 그랜드 스위스에 참가하여 11점 만점에 7점을 얻으며 전체 8위를 기록하는 매우 좋은 성적을 거두었다. 그는 7라운드까지 선두 그룹에 속해 있었으나, 이 라운드에서 최종 우승자인 비디트 구지라티에게 패배했다(대회에서 유일한 패배). 그럼에도 불구하고 그는 전 세계 2위 레본 아로니안을 상대로 한 경기를 포함하여 4승을 거두었다.
그랜드 스위스 이후 신다로프는 경력 처음으로 엘로 2700점 장벽을 넘었다.
2024년 6월, 그는 우즈베키스탄에서 열린 최초의 우즈체스 컵 마스터스(10인 라운드 로빈 슈퍼 토너먼트)에 참가하여 전체 5위를 차지했으며, 동료 우즈베키스탄 선수이자 세계 5위 노디르베크 압두사토로프를 상대로 주목할 만한 승리를 거두었다.